# 256369 Vilain
256369 Vilain este un asteroid din centura principală de asteroizi.

## Descriere
256369 Vilain este un asteroid din centura principală de asteroizi. A fost descoperit pe 20 decembrie 2006 la Saint-Sulpice de Bernard Christophe. Asteroidul prezintă o orbită caracterizată de o semiaxă mare de 2,61 ua, o excentricitate de 0,31 și o înclinație de 0,5° în raport cu ecliptica.